# 跑馬地天主教聖彌額爾墳場

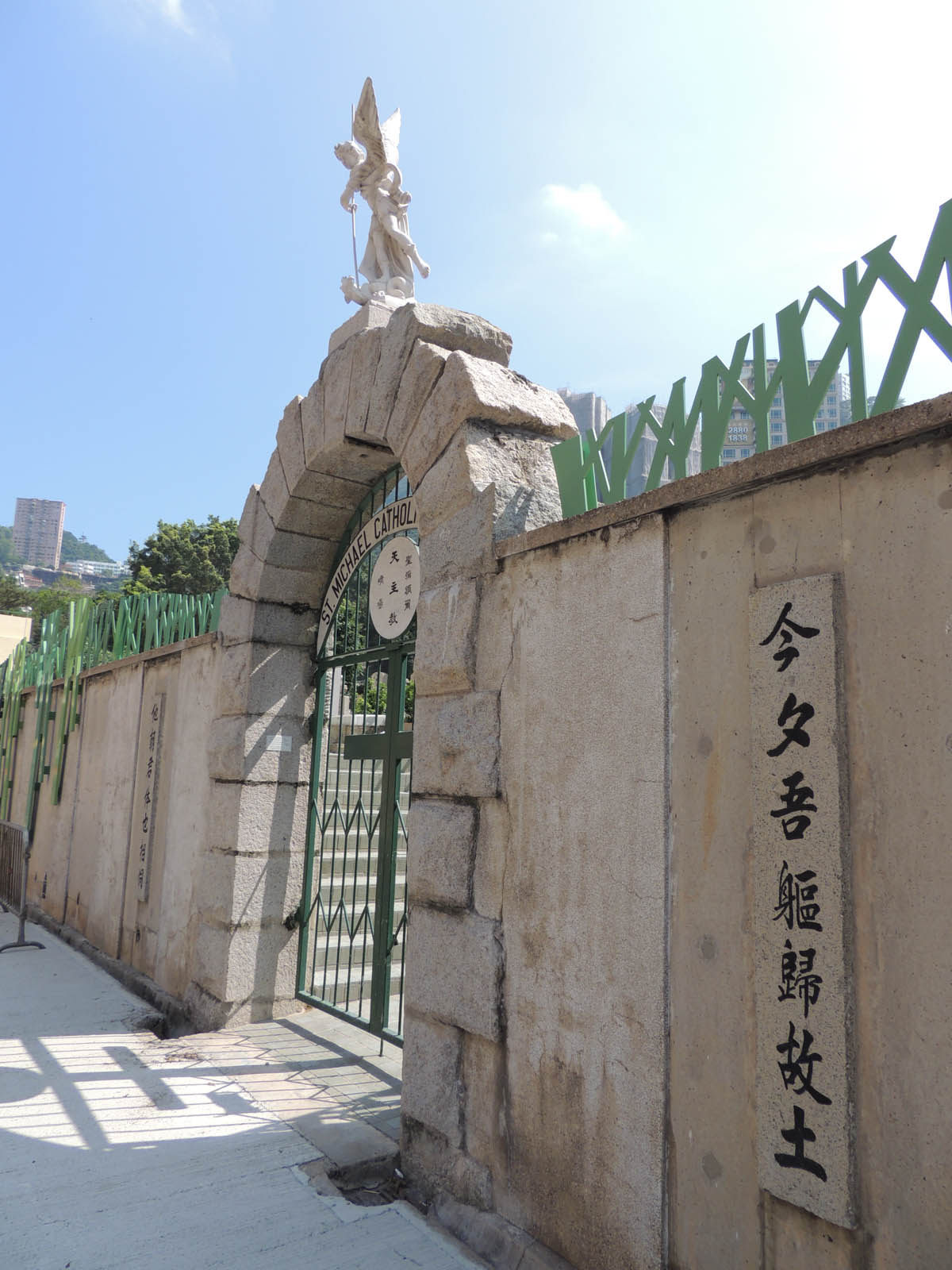
天主教聖彌額爾墳場入口

跑馬地天主教聖彌額爾墳場（英語：St. Michael's Catholic Cemetery Happy Valley），俗稱跑馬地天主教墳場，是香港歷史最悠久的天主教墳場之一，位於香港香港島跑馬地黃泥涌道，在麗都酒店南面，鄰近香港仔隧道在跑馬地的出入口，介乎黃泥涌道與司徒拔道之間的山坡，內有2萬3千個墳墓，除土葬墓地，亦有骨灰龕位。墳場於夏季每天掃墓時間為朝8晚7，冬季則為朝8晚6，其餘時間關閉，開放期間有一名保安員及一名辦事處職員當值。根據教區墳場規則，只有教友、慕道者及神職人員才可埋葬於此，每個墓地收費約1萬5千5百港元。由於墳場內的建築、藝術雕塑和宗教味道蘊含大量殖民地歲月痕蹟，成為墳場考察活動及攝影愛好者的到訪熱點，同時是香港電視劇拍攝殯葬及悼念片段的主要取景地。

## 歷史
墳場的地皮是1842年由香港政府租給天主教香港教區作墳場之用，起初在灣仔的聖佛蘭士街設墳場，以每年1港元租用999年，墳場早期葬有不少香港開埠初期到港的澳門葡人。後來政府要發展灣仔，當時的田土廳長哥頓（A. T. Gordon）亦鑑於黃泥涌地段屬沼澤地，擔心瘴氣環境不宜居住，決定在該處建墓地，1848年天主教墳場正式遷到跑馬地近黃泥涌現址。
大閘門外刻有對聯：「今夕吾軀歸故土　他朝君体也相同」，有指該對聯是1910年代末期由一名神父所提的，以「點化」跑馬地馬場大火的亡靈，但研究天主教香港教區歷史的學者夏其龍神父則認為這是查理曼的老師寫的拉丁文詩句所譯成的，意思是人無法逃離死亡的現實，告誡生者要珍惜生命，放下對短促生命的執著：「Quod nunc es fueram, famosus in orbe, viator, et quod nunc ego sum, tuque futurus eris.」，譯成中文：「旅人，你與我當年一般，而你終有一天也會成我這模樣。」。
聖彌額爾是《聖經》中的一個天使長，其名本身意義則是「誰似天主」。根據聖經記載，彌額爾奮力維護天主的統治權，對抗天主的仇敵，的確名副其實。

## 建築風格
墓園內充滿宗教氣氛，象徵感慨生命無常的斷柱、歐洲教堂常見的骷髏骨佈置雕像、十字架、聖人、天使、半裸石像隨處可見，充滿藝術氣息，與一般墳場較深沉的感覺迥異。大門位置的聖彌額爾門樓建於1848年，及至1977年因道路工程，門樓搬到現時的中央位置。聖彌額爾小堂初建於1868年，後於1916年改建。，位於墳場西面，屬意大利文藝復興建築風格，小堂與門樓於2009年一同被列為二級古蹟。

## 聖彌額爾墳場小堂
聖彌額爾墳場小堂（英語：St. Michael’s Cemetery Chapel）是一座香港天主教小堂，由天主教香港教區管理。位於香港跑馬地（跑馬地天主教墳場）。初建於1868年，於1916年改建；1954年至1965年屬跑馬地聖瑪加利大堂司鐸統理。

## 保安
墳場築有8呎高的圍牆，大閘門外及辦事處範圍設有閉路電視監察，惟覆蓋範圍不包括墳場內墓地，晚上關門後亦沒有亮燈，容易成為不法之徒藏身之所。墳場在2009年前並無僱用保安，1990年代原本有一對母女在墳場留宿，後因被非法入境者打劫已搬離，及至2009年墳場被人輕微破壞，年中開始聘請一名保安員看守，每日巡邏4次，但保安員下班後，仍有露宿者等闖入。過往有一些南亞人士闖入辦事處飲酒和度宿，辦事處也曾遭人爆竊及打破門窗，並有人向墳墓潑水幸被保安制止。

## 負面事件

### 刑事毀壞
2010年2月19日早上8時墳場開門前發生香港歷來最大宗墓地破壞案，其中37個墓碑及130個墓前花瓶遭受不同程度破壞，有的石碑被打碎、有的瓷相被刮花、有的雲石花瓶及花盆遭推倒，泥濘散滿一地，致祭的鮮花也受摧殘，部分大型墓碑及墳前麻石十字架被推倒斷成兩截，其中以山上第7至14區，「災情」最為慘重，滿地碎片，凌亂不堪。由於墳場安葬不少城中名人，名人的親屬得知消息後匆匆趕到現場查看，發現幾位名人的墓碑遭受輕微破壞，包括首位華人政務司曹廣榮、香港復康會創辦人方心讓及社會福利署署長李春融，他們的墳前均被泥濘濺滿，或被推跌假花和雲石花瓶。部份家屬認為兇徒「變態」、自私及對先人不敬。神職人員墓地則未受牽連，事後警方翻查現場門外及附近的閉路電視，又將損毀情況逐一拍照存檔及套取指模搜證。由於墳場貼近黃泥涌道，圍牆僅約2.4米高，即使關上閘門，不法之徒亦可輕易潛入墳場，警方懷疑有人在18日晚關閘後至19日開閘期間潛入墳場破壞。由於墳場規章列明了修墳的責任，教區表示不會負擔墓地所擺放財物的損毀責任，墳場方面亦不會代為維修受損毀的墳墓，但強調有需要人士可要求協助，墳場方面會按個別情況作出考慮。經過是次事件後，天主教墳場委員會會考慮加設多部閉路電視、加裝照明系統，又會研究安排工作人員在墳場通宵留宿。
當日早上7時50分，墳場唯一的保安員鄭先生到場上班，準備打開正門大閘，即有一名神色慌張女子衝出。他一度將她截停查問達2分鐘，女子並無回答是否來拜祭，並只向保安問路，由於每日開工前，常有女工自行開門進內修剪花草林木，故以為該女子趁女工不為意便尾隨進入拜祭，加上他不知道大量墓地被毀，故向對方講解乘車方法，便讓她自行離去。詎料保安其後巡查，始揭發多個墓地遭受破壞，惜為時已晚。該名年約30多歲女子束長髮、5呎5吋高及身材瘦削，穿啡色外套、長褲。
有專家分析由於被毀壞目標及分布廣泛，估計是隨機性較大，並非惡作劇或針對個別先人的家屬，破壞者可能曾在該處遭受不友善對待或被驅趕，藉搗亂發洩報復。但亦有專家推斷因墳場有宗教背景，故行事者有可能涉及仇視宗教行為，特意進行破壞，亦不排除行事者認為墓碑影響其生活或人生，因此蓄意破壞，而從現場有百多個墓碑及花瓶受破壞所看，相信行事者是一組人所為，是有組織性及針對性活動，絕不是一時貪玩的即興行動。有市民表示犯案者可能為精神病患者並譴責其行徑，個別先人家屬則指事件可能反映社會充斥戾氣。而根據香港法例第200章《刑事罪行條例》第60條的摧毀或損壞財產罪，任何人無合法辯解而摧毀或損壞屬於他人的財產，最高可判入獄10年。
這宗刑事毀壞案至今是「懸案」，有關案件的「案件呼籲」仍然張貼於墳場的告示板上。

### 老婦滋擾
除2010年2月疑被中年女子刑事毀壞外，墳場亦出現另一宗滋擾事件，5月24日，一名多次到墳場滋事的70歲老婦在墳場辦事處外張貼大字報及胡言亂語的叫嚷，警員到場經一輪唇舌後才勸服老婦離去，經調查後相信事件不涉刑事成分，無人被捕，事件列為「求警協助」備案，墳場職員則指大鬧墳場的老婦是滋擾墳場的「常客」，但相信與2月的刑毀案無關。

## 下葬名人
由於是香港5大天主教墳場之一，而且位置便利，位於港島鬧市附近，因此不少城中名人教徒均下葬於此，前香港主教胡振中樞機、影星林黛等均葬於這個墳場，其中林黛石碑的遺照多次被盜。下葬者亦包括六七暴動期間被暴徒燒死的商業電台播音員林彬與其堂弟林光海，「沙頭角槍戰」與越過邊界中共民兵駁火殉職的警員（共5警死亡）江承基，以及於西環鎮壓左派群眾身中流彈死亡的警員林寶華。墳場於1990年代已被葬滿，因此較少接納新的下葬申請，若批准亦要先騰出其他人的墓地。墳場劃分為14個區，括弧內為所屬下葬區域。

### 圖片

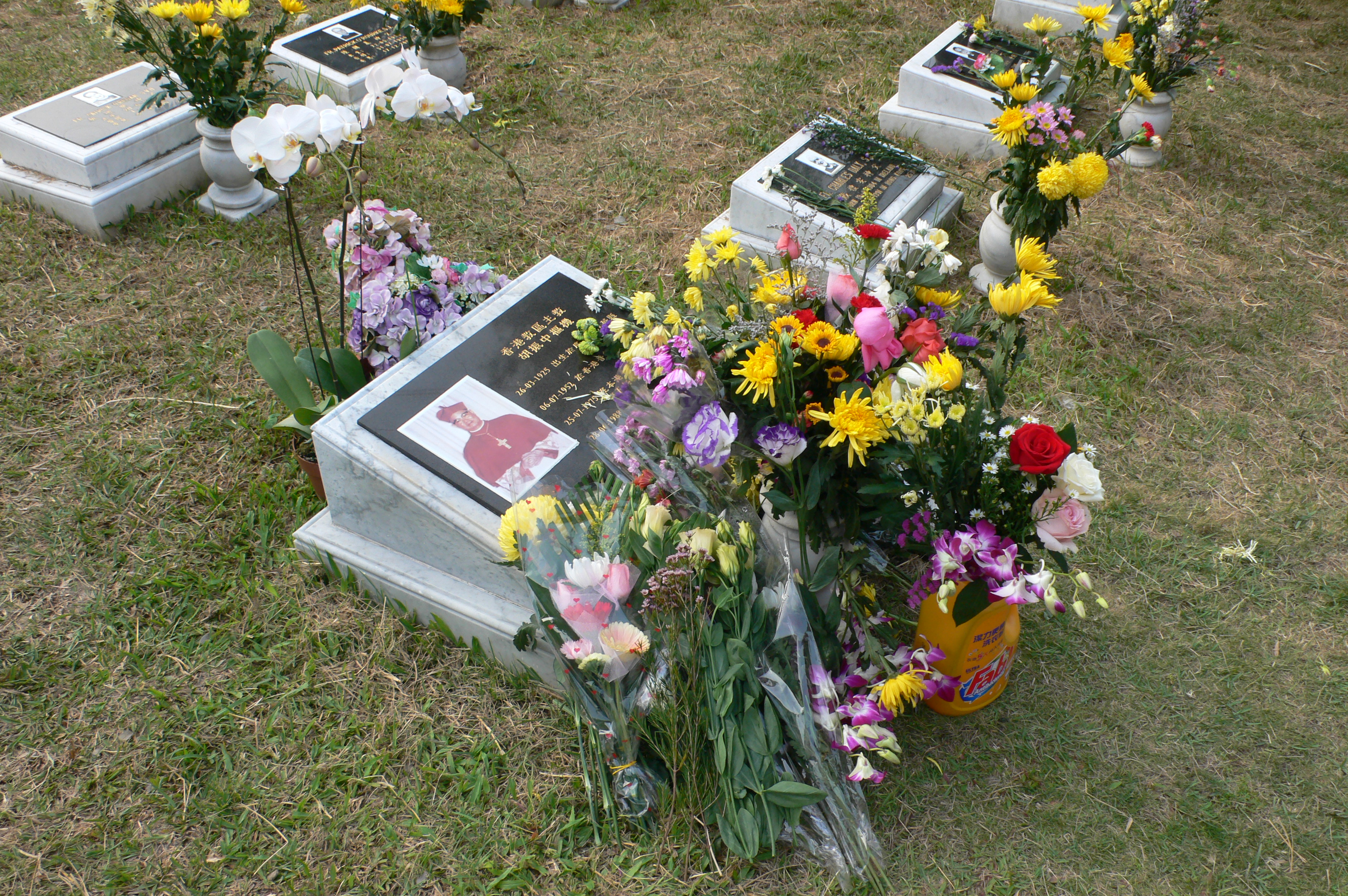
胡振中墓（第4神職人員區），香港第三位華人主教兼樞機
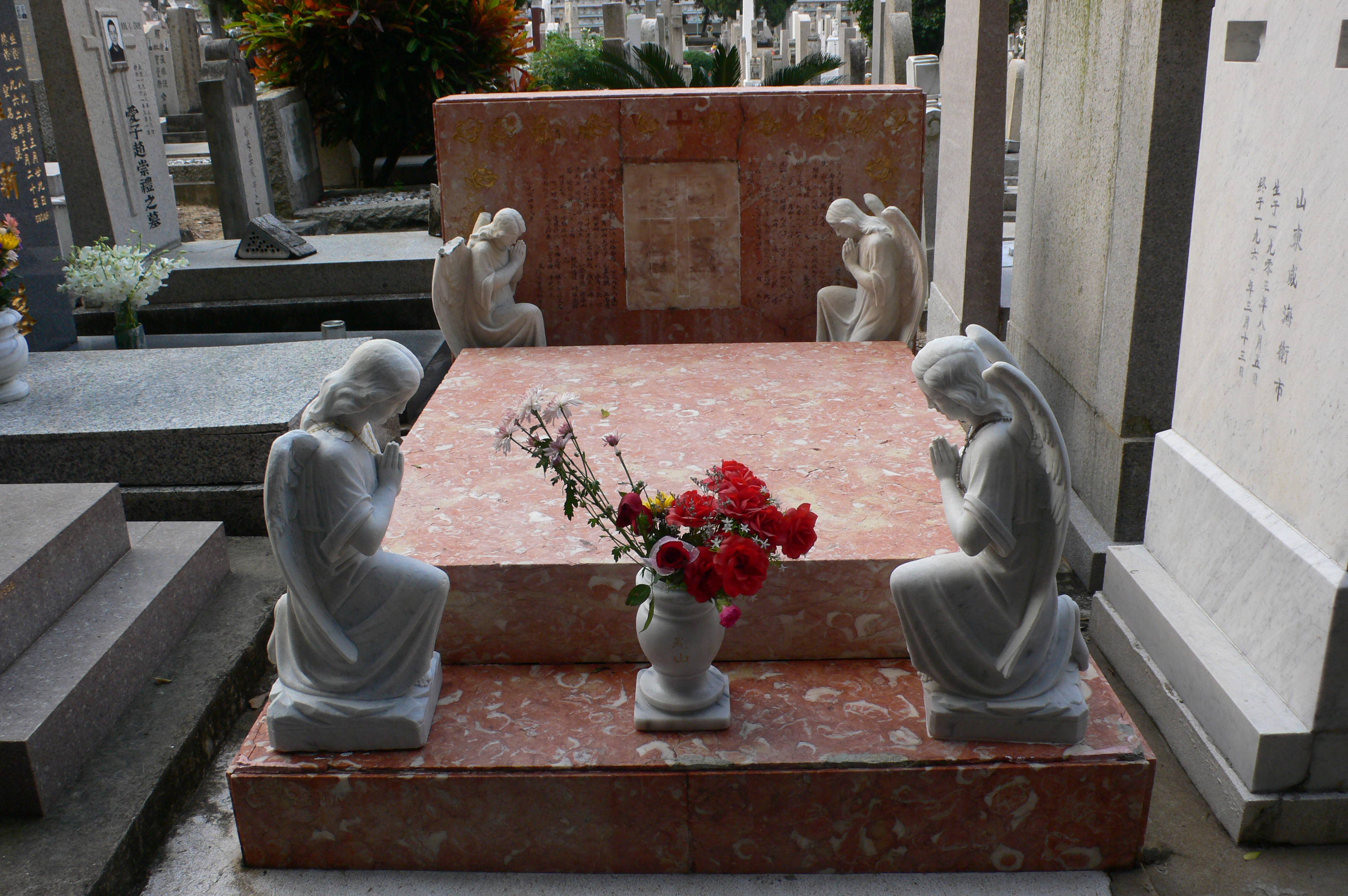
林黛墓，亞洲影后

### 神職人員

#### 香港教區主教
- 恩理覺主教（1883年5月14日－1951年9月3日），香港宗座代牧區最後一任宗座代牧、天主教香港教區首任主教（已遷葬至聖母無原罪主教座堂內的福傳小堂）
- 徐誠斌主教（1920年2月20日—1973年5月23日），香港首位華人主教（已遷葬至聖母無原罪主教座堂內的福傳小堂）
- 李宏基主教（1922年3月29日—1974年7月23日），香港第二位華人主教（已遷葬至聖母無原罪主教座堂內的福傳小堂）
- 胡振中樞機（1925年3月26日—2002年9月23日），香港第三位華人主教，及首任獲擢升為樞機的香港主教 （已遷葬至聖母無原罪主教座堂內的福傳小堂） [26]
- 楊鳴章主教（1945年12月1日－2019年1月3日），天主教香港教區第六任華人主教。[30][31][32][33][34][35]

#### 其他神職人員
- 柏增主教（1895年4月16日—1968年2月3日），瑪利諾外方傳教會會士，曾任廣東省江門宗座代牧區宗座代牧及江門教區主教
- 戴遐齡神父（1893年10月27日—1965年7月20日），宗座外方傳教會會士，曾任天主教香港教區副主教及署理主教
- 恩保德神父（1934年3月31日－2023年6月11日），宗座外方傳教會會士
- 譚坤神父（1941年11月11日－2015年12月8日），香港教區司鐸，曾任教區基督徒合一委員會主席，亦曾任天主教大專聯會神師
- 連民安神父（1913年9月13日－2018年4月1日），耶穌會會士，愛爾蘭都柏林出生，番禺會所華仁小學創校校長
- 狄恆神父（1927年3月25日－2018年12月11日），耶穌會會士，愛爾蘭出生，1953年來港，曾任九龍華仁書院、香港華仁書院校監。[36][37][38]
- 艾瑪·撒隆修士（1873年10月21日－1945年11月5日），基督學校修士會會士，法國出生，曾任香港聖若瑟書院第14任校長、喇沙書院創辦人兼創校校長

### 其他名人
- 李炳 (香港商人)（1871年—1953年7月24日）
- 黃廣田（1879年12月13日－1936年4月5日）
- 余芸字逸民(1890-1966年10月24日)余伯泉 (上將)之父
- 方心讓爵士，大紫荊勳賢，CBE，JP（英語：Sir Harry Fang Sin-yang，1923年8月2日－2009年8月24日，第2區），香港復康會創辦人
- 胡麗天(1892-1964)，本名胡恒燊，祖籍廣東省三水，乃商人胡獻祥孫公子、前東華醫院總理胡禮倬((又名胡蘊初)公子、中國近代思想家胡禮垣((又名胡翼南)姪公子、太古洋行買辦胡禧堂及律師胡恒錦堂弟。
- 周志誠（1909年—1956年7月1日），20世紀30年代香港電影演員。
- 馮應湘（Billy Fung，1910年5月3日—1955年8月4日）
- 鍾松柏（1923年－1954年5月12日，第2區），大南街木樓大火殉職消防隊長
- 曹廣榮（1933-2005，第3區），首位華人政務司[39]
- 鄧鏡波（1879-1956，第4區），著名慈善家
- 李春融（1922年10月25日至2003年2月11日）（第6區），首位華人社會福利署署長
- 方心淑（第12區）前甘迺迪中心校長
- 方心誥、方召麐合葬，前政務司長陳方安生的父母[40]
- 陳棣榮，MBE，前政務司長陳方安生的丈夫[41]
- 姚敏[42]，（1917年11月－1967年3月30日）中國作曲及歌唱家
- 尤敏（原名畢玉儀）（1937－1996），金馬獎首位影后[43]
- 羅國維（1934年－2004年6月7日），無綫電視綠葉演員及演員殷巧兒的丈夫 [44]
- 鄔維庸，GBS，OBE，JP，醫學會會長及港區人大代表 [45]
- 李星衢，康年銀行總經理[46]
- 馬明峰，中山詩人 [47]
- 許承敏，香港九龍第十七旅喇沙書院深資童軍副團長[48]
- 廖香詞，廖鳳舒之女，陳香梅之母
- 張思雲，國父同學及私人醫事顧問，發明鷓鴣菜
- 石鐘山爵士（1901年9月1日－1958年6月26日）：荔園創辦人[49]
- 江承基（1948年5月30日－1967年7月8日），華籍警員，編號8868，六七暴動期間於沙頭角槍戰中中彈身亡。
- 林寶華（1946年1月14日－1967年7月9日），華籍警員，編號9424，六七暴動期間於西環福建中學附近鎮壓左派群眾時殉職死亡。[50]
- 林彬（原名林少波，1929年9月24日－1967年8月25日），商業電台播音員，六七暴動期間因發表譴責左派暴徒言論而遭縱火殺害。[51][52]
- 林光海（1945年7月26日－1967年8月29日），六七暴動期間與堂兄林彬駕車上班途中，遭暴徒縱火殺害。[52]
- 唐德明（1948年2月17日－1967年10月13日），六七暴動期間的遇難者。[53]
- 谢雨川（1899年－1976年5月18日），香港前立法局非官守議員，戰後曾獲港府委託擔任縠米批發處主任主理食米配給，人稱「米王」。
- 陳燕翔（1910年9月20日至1967年4月23日）天主教南華中学創校校長
- 利孝和（1910年－1980年6月27日），電視廣播有限公司創辦人。[54][55]
- 利陸雁群（1925年8月1日－2022年2月12日），前無綫電視非執行董事，尊稱利孝和夫人[56]
- 蒙民偉，GBS（1927年11月7日－2010年7月21日），信興集團創辦人及董事長[57]
- 陳毓華（1907年10月10日至1964年6月6日），高主教書院前校長[58][59]
- 徐家祥，CBE，JP（1916年11月5日－1994年10月11日），香港歷史上首位華人官學生[60]
- 董艷芳（？－1965年7月8日），香港女瞽師、播音員、粵曲演唱家。
- 佐野智惠(1929年－1957年2月20日）中日筆友情殺案的受害者

## 交通
墳場位於黃泥涌道西側，與回教墳場及香港墳場為鄰，馬路對面為跑馬地馬場會員席看台。

## 鄰近墳場
- 回教墳場
- 香港墳場
- 祆教墳場
- 印度墳場

## 其他天主教墳場
- 長沙灣天主教聖辣法厄爾墳場
- 柴灣歌連臣角天主教聖十字架墳場
- 長洲天主教墳場
- 西貢天主教墳場

## 參閲
- 香港墳場列表
- 聖味基墳場

## 外部連結
- 圖集： 、 （页面存档备份，存于） 、 （页面存档备份，存于） 、[永久]
- 香港中文大學天主教墳場研究計劃 （页面存档备份，存于）
- [永久]
- 《時代論壇》：《米高與惡龍》免費派發講述十九世紀天主教墳場與香港 （页面存档备份，存于）
- 《時代論壇》：【癲馬行兇講是faith】第127集：米高與惡龍 （页面存档备份，存于）
- 格思：生日走墳記（一）：拜山[永久]
- 格思：生日走墳記（二）：香港殖民地史雞精班[永久]